# Eretmotus carinatus
Eretmotus carinatus är en skalbaggsart som beskrevs av Lewis 1891. Eretmotus carinatus ingår i släktet Eretmotus och familjen stumpbaggar. Inga underarter finns listade i Catalogue of Life.